# Бронепалубни крайцери тип „Газеле“
Газеле (на немски: Gazelle) са серия бронепалубни крайцери на Императорските военноморски сили от началото на 20 век.
Участват в морски сражения в Първата световна война, в хода на която потъват 3 кораба от серията. Част от останалите в строй кораби продължават службатата си в Райхсмарине до средата на 1930-те години.

## История на създаването и особености на конструкцията
Бронепалубните крайцери от типа „Газеле“ са продължение на линията на развитие на корабите от този клас в германския флот, начало на които поставят крайцерите от типовете „Бусард“, „Гефион“ и „Хела“. Проектирани в периода от 1895 до 1896 г., те следва да съвместяват в себе си ролята на крайцери за колониална служба и крайцери – разузнавачи при ескадрите – („скаути“). В същото време и следва да са по-добре въоръжени от колониалните британски крайцери типа „Пелорус“ и френските типа „Д’Естре“. „Газеле“ и „Ниобе“ имат стандартна водоизместимост от 2360 тона, нормална 2643 и пълна 2963 тона. Втората серия има нормална водоизместимост 2654 – 2659 тона и пълна 3006 – 3028 тона. Третата – нормална 2706 тона, пълна 3112 – 3158 тона. Понякога първите два кораба са определяни като тип „Газеле“, а самата серия се нарича „Нимфе“, освен това третата серия е с 0,2 м по-широка. На „Газеле“ и „Ниобе“ се използва обшивка на подводната част от дърво и мунц-метал, което не е така на останалите крайцери. Корабите имат щатна численост на екипажа от четиринадесет офицера и 243 нисши чина, освен при последните три кораба, където екипажът съставлява 14 офицера и 256 нисши чина.

### Въоръжение
Корабите са въоръжени с десет 105 mm SK L/40 оръдия в единични установки. Две от тях са в линия отпред на бака, шест – в средата на съда, по три на борд от всяка страна и две са в линия на кърмата. Оръдията имат далечина на стрелбата до 12 200 m. Боекомплектът им съставлява 1000 изстрела (100 снаряда на ствол), при трите последни кораба е увеличен до 1500, или 150 на ствол. Крайцерите имат и торпедни апарати: на „Газеле“ са три 450 mm ТА с осем торпеда, носовият е подводен и два на палубата. Останалите кораби имат по два 450 mm траверсни подводни апарата със запас от пет торпеда.

### Брониране
Бронирана палуба е главната защита на крайцерите. Хоризонталния учатък от нея е с дебелина 20 – 25 mm в плоската част, а на скосовете към бордовете 50 mm. Палубата при носа и кърмата на крайцера е под водолинията, за прехода се използват 80 mm траверси. Бойната рубка е бронирана с 80 mm по стените и 20 mm на покрива. Щитовете на оръдията от главния калибър имат брониране от 50 mm.

### Силова установка
Силовата установка на съдовете се състои от две машини с тройно разширение, и всички котли са водотръбни с въглищно отопление, с което сходството между тях приключва. На „Газеле“ има четирицилиндрови парни машини с тройно разширение с мощност 6000 к.с. и осем котела „Никлос“, които се оказват напълно неудачни. На „Нимфе“, „Тетис“ и „Ундине“ има четирицилиндрови парни машини с тройно разширение с мощност 8000 к.с., а на останалите са трицилиндрови парни машини с тройно разширение и мощност 8000 к.с. На „Ниобе“ котлите са осем „Торникрофт“ с повърхност на нагряване от 2020 м² и работно налягане от 15 атм. На „Нимфе“ има един едноогнищен котел морски тип и девет двуогнищни водотръбни котела морски тип (система на Шулц), изработващи пара с работно налягане от 15 атм. и повърхност на нагрев от 2300 м², на останалите крайцери стоят девет котел военноморски тип (18 огнища, повърхност на нагрев 2300 м²).
Водотръбните котли тип „Торникрофт“ по пределна паропроизводителност (количеството пара, полученно от единица площ на нагряване) са 1,75 пъти по-ефективни от котлите цилиндричен тип и 1,15 пъти спрямо водотръбните котли военноморски тип (система Шулц), на основата на конструкциите на котлите на „Шулц“ и котлите „Торникрофт“ са разработени котлите „Шулц-Торникрофт“, които впоследствие стават стандартните котли военноморски тип.
На „Газеле“, „Ниобе“ и „Нимфе“ има по три генератора, с обща мощност съответно 73, 99 и 122 кВт, на останалите крайцери има три генератора, които произвеждат електроенергия с обща мощност 110 киловата при напрежение 110 волта.
Проектната скорост на „Газеле“ составляла 19,5 възела, останалите крайцери трябва да развиват 21,5 възела. „Газеле“ надхвърля своята проектна скорост давайки 20,2 възела.
Без да прослужат и пет години котлите „Никос“ на „Газеле“ са заменени с осем едноогнищни котли „Шулц-Торникрофт“ изработващи пара с работно налягане от 13 атм. и повърхност на нагряване 1928 м².

## История на службата
Преди Първата световна война крайцерите са участници в много събития. По време на Венецуелската криза, на 11 декември 1902 г., „Газеле“ пленява канонерската лодка Restaurador, която попълва Кайзеровия флот.
Към началото на Първата световна война дадения тип вече се смята за остарял. Независимо от това, крайцерите от типа „Газеле“ са използвани за най-различни операции. „Аркона“ е преоборудван на минен заградител (200 мини). „Ундине“, „Амазоне“, „Тетис“ и „Нимфе“ се използват като учебни. Останалите служат в бреговата отбрана, основно в Балтийско море.
На 28 август 1914 г. в хода на боя в Хелголандския залив от артилерийския огън на британските линейни крайцери е потопен „Ариадне“, на който загиват 64 моряка. На 7 ноември 1915 г. в Балтика от две торпеда на британската подводница Е-19 загива „Ундине“ (заедно с кораба загиват 14 членове на екипажа). В хода на Ютландското сражение от торпедата на британският крайцер „Саутхемптън“ е потопен „Фрауенлоб“. Загубите сред екипажа съставят 324 души.
След края на Първата световна война съгласно условията на Версайския мирен договор Германия запазва най-старите и амортизирани крайцери, в числото на които са и пет крайцера от типа „Газеле“ плюс един („Медуза“) в качество на блокшив. Всички те са изведени от състава на флота в течение на 1920-те – 1930-те години.
„Ниобе“ е продаден на Югославия, където получава името „Далмация“. През 1941 г. той е пленен от италианците, като встъпва в състава на Кралските ВМС на Италия под името „Катаро“. След излизането на Италия от войната е пленен от немците и въведен в състава на Кригсмарине. На 19 декември 1943 г. крайцерът засяда на плитчина до остров Силба. През нощта на 22 декември британските торпедни катери „МТВ-298“ и „МТВ-276“ атакуват кораба. Крайцерът е ударен с две торпеда, убити са 17 души, а 16 ранени. През 1952 г. корпусът е предаден за скрап.

## Списък на корабите от типа[9]
| Име           | Корабостроителница-строител      | Дата на залагане | Дата на спускане на вода | Дата на влизане в състава на флота | Дата на извеждане от състава на флота/гибел | Съдба                                                                                              |
| ------------- | -------------------------------- | ---------------- | ------------------------ | ---------------------------------- | ------------------------------------------- | -------------------------------------------------------------------------------------------------- |
| SMS Gazelle   | Germaniawerft, Кил               | 1897 г.          | 31 март 1898 г.          | 6 октомври 1900 г.                 | 1920 г.                                     | Изключен от списъците на флота                                                                     |
| SMS Niobe     | AG Weser, Бремен                 | 1898 г.          | 18 юли 1899 г.           | 25 юни 1900 г.                     | 1925 г.                                     | 1925 г. продаден на Югославия, получава името „Далмация“                                           |
| SMS Nymphe    | Germaniawerft, Кил               | 1898 г.          | 21 ноември 1899 г.       | 20 септември 1901 г.               | 1931 г.                                     | Изключен от списъците на флота                                                                     |
| SMS Thetis    | Kaiserliche Werft Danzig, Данциг | 1899 г           | 3 юли 1900 г.            | 14 септември 1901 г.               | 1929 г.                                     | Изключен от списъците на флота                                                                     |
| SMS Ariadne   | AG Weser, Бремен                 | 1899 г.          | 10 август 1900 г.        | 18 май 1901 г.                     | 28 август 1914 г.                           | Загива в боя в Хелголандския залив.                                                                |
| SMS Amazone   | Germaniawerft, Кил               | 1899 г.          | 6 октомври 1900 г.       | 15 ноември 1901 г.                 | 1931 г.                                     | Изключен от списъците на флота                                                                     |
| SMS Medusa    | AG Weser, Бремен                 | 1900 г.          | 5 декември 1900 г.       | 26 юли 1901 г.                     | 3 май 1945 г.                               | Използвал се като блокшив, разрушен в дока по време на нападение на американската авиация над Кил. |
| SMS Frauenlob | AG Weser, Бремен                 | 1901 г.          | 22 март 1902 г.          | 17 февруари 1903 г.                | 31 май 1916 г.                              | Потопен в Ютландското сражение от торпедата на британския крайцер „Саутхемптън“.                   |
| SMS Arcona    | AG Weser, Бремен                 | 1901 г.          | 22 октомври 1902 г.      | 12 май 1903 г.                     | 1930 г.                                     | Изключен от списъците на флота                                                                     |
| SMS Undine    | Howaldtswerke, Кил               | 1901 г.          | 11 декември 1902 г.      | 5 януари 1904 г.                   | 7 ноември 1915 г.                           | Потопен от торпедата на британската подводница E-19                                                |

## Оценка на проекта
Според плановете на немските адмирали, малките крайцери трябва да извършват разузнаването за линейните ескадри, борба с леките сили на противника, да унищожават вражеската морска търговия, да са лидери във флотилиите на ескадрените миноносци да носят служба като стационари в чужди води в мирно време, а при определени случаи да влизат и в ролята на минни заградители и носители на самолети. Поради това, по скорост на хода те не трябва да остъпват на есминците, а по артилерия и брониране да са равноценни на корабите на противника. Заедно с това, те следвало да са снабдени с устройства за поставяне на мини, платформи за хидроплани, големи погреби за боеприпаси, големи горивни цистерни и бункери, и накрая: механизмите на крайцерите трябва да са пригодни за дълго плаване.
| ТТХ на бронепалубните крайцери   |                                                       |                                                       |                                                       |                                         |                                                    |                                   |
| Характеристики                   | „SMS Gazelle“ · Германия                              | „SMS Nymphe“ · Германия                               | „SMS Frauenlob“ · Германия                            | „Пелорус“ · Великобритания              | „Новик“ Русия                                      | „Д’Естре“ · Франция               |
| Година на залагане               | 1897                                                  | 1898                                                  | 1901                                                  | 1895                                    | 1900                                               | 1897                              |
| Година на влизане в строй        | 1900                                                  | 1901                                                  | 1903                                                  | 1897                                    | 1901                                               | 1899                              |
| Размери, m (Д×Ш×О)               | 105,1×12,2×5,53                                       | 105,1×12,2×5,44                                       | 105,1×12,4×5,61                                       | 95,55×11,13×3,7                         | 110,1×12×5                                         | 95×12×5,39                        |
| Водоизместимост, t               | 2643                                                  | 2659                                                  | 2706                                                  | 2169                                    | 3080                                               | 2428                              |
| Въоръжение                       | 10 – 10,5-см, 8 – 3,7-см, ТА 2×1 – 45-см              | 10 – 10,5-см, 8 – 3,7-см, ТА 2×1 – 45-см              | 10 – 10,5-см, 8 – 3,7-см, ТА 2×1 – 45-см              | 8 – 102-мм, 8 – 47-мм, ТА 2×1 – 356-мм  | 6 – 120-мм, 6 – 47-мм, ТА 5×1 – 380-мм             | 2 – 138-мм, 4 – 100-мм, 8 – 47-мм |
| Брониране, мм                    | Палуба – 20…25, скосове – 50, щитове – 50, рубка – 80 | Палуба – 20…25, скосове – 50, щитове – 50, рубка – 80 | Палуба – 20…25, скосове – 50, щитове – 50, рубка – 80 | Палуба – 20…51, щитове – 25, рубка – 76 | Палуба – 30, скосове – 51, щитове – 25, рубка – 30 | Палуба – 20…45, рубка – 100       |
| Енергетична установка, к.с.      | ПМ, 6000                                              | ПМ, 8000                                              | ПМ, 8000                                              | ПМ, 7000                                | ПМ, 17 000                                         | ПМ, 8500                          |
| Запас въглища нормален/пълен, t  | 300/500                                               | 380/560                                               | 380/700                                               | 254/523                                 | 360/600                                            | /470                              |
| Далечина на плаване, морски мили | 3570 на 10 възела                                     | 3560 на 12 възела                                     | 4400 на 12 възела                                     | ?5000 на 10 възела                      | 3428 на 10 възела                                  | 3200 на 10 възела                 |
| Проектна скорост, възела         | 19,5                                                  | 21,5                                                  | 21,5                                                  | 20                                      | 25                                                 | 20,5                              |
| Максимална скорост, възела       | 20,2                                                  | 21,2                                                  | 21,5                                                  |                                         | 25,6                                               |                                   |

На основа експлоатацията на доста успешните бронепалубни крайцери от 2-ри ранг от типа „Газеле“, немските корабостроители се убеждават, че тяхната водоизместимост (2700 t) е недостатъчна за що годе успешното съвместяване на толкова противоречиви изисквания..

## Коментари
1. ↑  Префиксът „SMS“ е от на немски: Seiner Majestat Schiff (Кораб на Негово Величество).